# Takastenus bituberculatus
Takastenus bituberculatus là một loài tò vò trong họ Ichneumonidae.